# Podul Terzijski
Podul Terzijski (în sârbă Терзијски мост, cu alfabetul latin: Terzijski most, în turcă Terzi Köprüsü, în albaneză Ura e Terzive), numit uneori Podul Croitorilor, este situat în apropiere de satul Bistražin de lângă orașul Gjakova din Kosovo. El este un exemplu important de pod otoman construit în Kosovo. A fost construit peste râul Erenik, probabil la sfârșitul secolului al XV-lea, și a fost modificat în secolul al XVIII-lea. Lucrările au fost finanțate de breasla Terzija din Gjakova, de la care a primit numele său. Lucrări de reconstrucție majoră și de restaurare a aspectului inițial au avut loc între anii 1982 și 1984. Astăzi, podul este protejat de Republica Serbia, fiind declarat în 1990 un monument de cultură de importanță excepțională.

## Istoric
Nu se știe exact când a fost construit podul, dar acesta este considerat a data de la sfârșitul secolului al XV-lea. Această opinie se bazează pe faptul că podul a fost clădit pe un drum medieval, care lega orașele Gjakova și Prizren, precum și pe faptul că podul a fost extins ulterior, ca urmare a modificărilor de debit ale râului Erenik. În secolul al XVIII-lea au fost realizate importante modificări, care au făcut ca podul să aibă aspectul actual. Aceste lucrări au fost finanțate de breasla Terzija din Gjakova, fapt ce este menționat într-o inscripție gravată în limba turcă pe pod.
Podul a fost construit din pietre șlefuite și împodobite, în culorile gri închis și ocru. Lungimea sa depășește 190 de metri, lățimea pavajului original era de peste 3,5 metri, iar podul este format din 11 arcuri rotunde, de-a lungul cărora sunt încorporate nișe.